# Doctor Sivana
El Doctor Thaddeus Bodog Sivana, es un supervillano ficticio que aparece en los cómics publicados por DC Comics. Creado por Bill Parker y C.C. Beck, el personaje es un enemigo recurrente del superhéroe Capitán Marvel / Shazam, quienes aparecieron por primera vez en Whiz Comics # 2 (portada de febrero de 1940) de Fawcett Comics. Un científico loco e inventor empeñado en dominar el mundo, Sivana pronto se estableció como uno de los archienemigos del Capitán Marvel, especialmente durante la Edad de Oro, apareciendo en más de la mitad de las historias del Capitán Marvel de Fawcett publicadas entre 1939 y 1953.
Sivana ha mantenido su papel como uno de los archienemigos clave del Capitán Marvel, ahora también conocido como Shazam, hasta las apariciones del personaje en DC Comics, que finalmente adquirió los derechos de los personajes de superhéroes de Fawcett. En 2009, el Doctor Sivana fue clasificado como el 82.º mejor villano de historietas de IGN de todos los tiempos. Beck dijo que Parker creó el nombre de Sivana combinando el nombre del dios hindú Siva y con la palabra Nirvana.
El personaje hizo su debut cinematográfico en la película DC Extended Universe de 2019 Shazam!, interpretado por Mark Strong, quien repitió el papel en un cameo de la escena poscréditos en la secuela de 2023 ¡Shazam! La furia de los dioses.

## Historial de su publicación

### Fawcett Comics(1939-1953) -DC Comics(Pre-Crisis,Tierra-S)
Infamiosamente malvado el Doctor Sivana apareció en más de la mitad de todas las publicaciones de los cómics originales del Capitán Marvel (Shazam!) de la edad dorada de los cómics, y en las primeras cuatro historias centrales, después de haber deducido la identidad dual del Capitán Marvel como un locutor en la emisora de radio Whiz llamado Billy Batson desde el comienzo. Representado como un científico brillante, pero malvado, Sivana usó toda clase de inventos y técnicas inusuales contra la familia Marvel (Shazam!). Al principio era un buen hombre que quería ayudar a la humanidad, pero los grandes negocios, los patrones y otras preocupaciones conservadoras lo bloquearon y lo controlaron, por lo que con el tiempo, se le llegó a considerar loco, hasta que, estando amargado completamente, se volvió contra la humanidad y se mudó a Venus. Él de alguna manera mantendría un alto estatus entre los seres del planeta Venus. Posteriormente volvería a la Tierra, se estableció como villano, enfrentándose directamente contra el Capitán Marvel en su primer encuentro con el. Junto con la familia Shazam!, Sivana entró en un limbo editorial en 1953. Fue justamente durante el famoso litigio entre National Publications (DC Comics actualmente) contra Fawcett Publications, cuando DC legalmente demandó a Fawcett llevándolos a un juicio por derechos de autor, alegando como el Capitán Marvel era tan similar a Superman que acusaron de plagio.
National Comics (DC Comics en la actualidad), adquirió posteriormente todas las propiedades editoriales de los personajes de la familia Marvel, que después de un gran hiatus en sus publicaciones, hacia el mes de febrero de 1972 se relanzara sus historias en un nuevo título llamado "Shazam!". La ausencia que tuvo por veinte años de todos estos personajes se explicaron como resultado de que el Doctor Sivana y la familia Sivana lograron atrapar a los Marvels, a sus amigos, así como a otros superhéroes de Fawcett y por accidente a ellos mismos en una esfera de Suspendium, y a causa de un descuido de su hijo Sivana Jr., el Doctor Sivana que previamente le había abofeteado y golpeado por la espalda en señal de felicitación por su captura, como subsiguiente hecho, esto llevó a estrellar la nave espacial en la que viajaban contra la esfera de Suspendium, un compuesto que mantuvo a todos estos personajes en animación suspendida entre 1953 a 1973. Posteriormente fueron liberados cuando la esfera de Suspendium se estaba acercando hacia el sol, derritiendo lo suficiente como para que Shazam! reviviera y escapase, él y los demás miembros de la familia Shazam! lograron empujarla hasta llevarla de regreso al planeta Tierra. Los Sivana escaparían posteriormente en su nave espacial, pero fueron capturados por Capitán Marvel en el mismo número publicado, a pesar de que ya estaba llevando a cabo otro plan para la dominación del mundo. Todavía haría nuevos intentos para llevar su objetivo de dominación del mundo, incluso en aquella historia que abarcó varios arcos, como aquellas en la viaja por todos los Estados Unidos, amenazando con destruir ciudades enteras a menos que se le reconozca como el gobernante legítimo del Universo (Shazam! Vol. 1 #25-29). En las páginas de Shazam! Vol. 1 #28 fue responsable de traer de nuevo a Black Adam usando su máquina de reencarnación.

### Shazam!: Un nuevo comienzoy elPoder de Shazam!(Post-Crisis)
Sivana continuó apareciendo en las historietas y sus historias narradas en el título de Shazam!, así como fue uno de los supervillanos que se alinearon con Lex Luthor y Brainiac, en la maxiserie limitada la "Crisis en las Tierras Infinitas" de 1985-1986. Más tarde, sería reintroducido por Roy Thomas y Tom Mandrake en la miniserie limitada Shazam!: The New Begining de 1987. Esta nueva versión de Sivana era el mismo científico loco que su anterior versión, excepto que solo tenía dos hijos (Beautia y Magníficus, desapareciendo de su prole la figura de Sivana Jr. y Georgia de la familia), además, era medio tío político de Billy Batson.
Posteriormente, Jerry Ordway volvió hacer una historia que revisó los orígenes de los personajes de Fawcett, a través de una novela gráfica de 1994, The Power of Shazam!,y que consiguió posteriormente ganarse un título como serie regular mensual. Con esta revisión, logró conservarse en las siguientes publicaciones de sus apariciones en el Universo DC. Este Sivana moderno, además de ser un científico loco, era también un magnate poderoso e influyente figura en su ciudad natal (al igual como lo era Lex Luthor en los cómics de Superman). Siendo el antiguo gerente de sus propias multinacionales, las Industrias Sivana, los tratos corruptos de Sivana y el primer encuentro con Shazam! le llevarían a su propia destrucción y denigración social, causando un intenso odio hacia la familia Shazam!. Beautia y Magnificus serían reintroducidos nuevamente en esta serie; Venus, la madre de los hijos de Sivana y a la vez su exesposa, brevemente tiene aparición en las páginas de "The Power of Shazam!" Vol. 1 #27.

#### Apariciones posteriores
Tras la cancelación de "The Power of Shazam!", cuya serie se interrumpió en 1999, fue visto raramente sus apariciones, hasta las páginas de Outsiders Vol.3 #13-15 (agosto-octubre del 2004) en el que reorganiza con el grupo de supervillanos a los que lidera, los Fearsome Five, donde se autodesigna como su líder. Sivana y sus cuatro asociados, Mammoth, Psimon, Jinx y Shimmer (y un quinto miembro, Gizmo, al cual Sivana asesinaría por desafiar su posición como científico genio residente) continuaría sus apariciones regulares en intervalos irregulares en las páginas de los Outsiders.
El científico malvado reaparecería brevemente en la historia de "Crisis Infinita". Sivana también aparecería junto a Lex Luthor en la serie limitada de cuatro números ejemplares de 2005, Superman/Shazam!: Primer Relámpagoescrito por Judd Winick y Joshua Middleton, que representa la primera reunión entre Superman y el Capitán Marvel.
Durante la publicación de la maxiserie semanal limitada de 2006-2007, 52, Sivana sería secuestrado y llevado a la isla Oolong, en China, por parte de una misteriosa organización secreta supervillana llamada, el "Escuadrón Ciencia", gracias a que en dicha isla existía como paraíso para las operaciones de Intergang con quienes cooperaban con otros "científicos locos" capturados del Universo DC como T.O. Morrow, Egg Fu o el mismísimo Profesor Ivo, entre otros. Sivana, junto a los mencionados científicos locos, se les ve viviendo una vida hedonista mientras crean sus inventos de sus sueños más salvajes y enfrentándose a su vez los unos a los otros. Asimismo, Sivana y sus homólogos se les ven trabajando en el proyecto de los "Cuatro Jinetes de Apokolips", y logran capturar a Black Adam, a quién Sivana tortura durante varias semanas, hasta que Adam sería liberado por los héroes que asaltan la isla. Georgia y Thaddeus Jr. serían reintroducidos por primera vez a esta continuidad en las páginas de 52 Semana 26 (1 de noviembre de 2006), en la que aparecen junto a sus otros hermanos Beautia y su madre Venus, que quiere que Sivana se una y participe de una cena benéfica con la familia Black Marvel (la familia de Black Adam).
Sin embargo, sería el Doctor Sivana el responsable indirecto de los  hechos que acontecieron durante la maxiserie 52: algunas alteraciones causadas al flujo de la línea de tiempo causaron que Mr. Mind haya mutado. Sivana había capturado a Mr. Mind, un gusano alienígena que es también conocido como uno de los más conocidos villanos de Shazam!, y Sivana, siendo científico, lo bombardeó con tratamientos de partículas (el famoso "Suspendium") que se basaba en energía para los viajes en el tiempo. Como resultado, Mr. Mind mutó (o, según como el mismo lo menciona al final de la maxiserie, "maduró" y explica que se había escondido en su estado larvario todo este tiempo en la estructura interna del robot Skeets de Booster Gold), permitiéndole convertirse en una "hipermosca" o con una forma que parece la figura de una polilla del tamaño de un planeta, con la capacidad de viajar en el tiempo y a todas las realidades, representando esta una seria amenaza al recién renacido Multiverso. Finalmente, Mr. Mind involuciona debido a los viajes en el tiempo hasta el día en que el Doctor Sivana lo encontró (tras ser derrotado por Booster Gold 52 Semana #52.
En la portada de Liga de la Justicia de América Vol.2 #13 se muestra al Doctor Sivana como miembro de una nueva encarnación de la Liga de la Injusticia. El Doctor Sivana es uno de los villanos presentados en la miniserie Salvation Run.

#### Crisis Final
Durante el evento de la maxiserie limitada de 2008, "Crisis Final" el supervillano Libra lo incluye en el círculo interno de la nueva Sociedad. Él estaba con Libra cuando se acusó al Calculador de enviar códigos informáticos que ayudarían a la resistencia. Sivana se uniría a Lex Luthor traicionando a Libra, después de haber sido obligado a ver a una de sus propias hijas sucumbir a la Ecuación Anti-Vida. Sivana crearía un dispositivo para cerrar los cascos de los Justificadores, lo que permite a Luthor atacara a Libra.
Más tarde, el Doctor Sivana aparecería como meimbro de la Sociedad Secreta de Supervillanos que Cheetah lideró.

### Los Nuevos 52/DC Renacimiento

#### Un nuevo origen
Con la series lanzadas desde septiembre del 2011 con la iniciativa de Los Nuevos 52, los cambios en la línea de tiempo permitió reescribir un poco los orígenes del Doctor Sivana. Este aparece por primera vez en las páginas de Liga de la Justicia Vol.2 #7 (marzo del 2012) donde es representado como un respetado científico que está desesperado por salvar a su familia de una difícil situación desconocida. Con la ciencia que le ha fallado, recurre en la búsqueda de la magia (específicamente la leyenda acerca de Black Adam). El equipo que trabajaba para el Doctor Sivana encuentran lo que él cree que es la tumba de Black Adam; al intentar abrirla, el científico queda medio cegado por un rayo mágico en la cara (que tiene un efecto secundario al dejarle ver la magia).
Posteriormente, logra afianzar una alianza temporal con Black Adam, aunque falla. Este entonces se dirigió hacia la Roca de la Eternidad, donde no puede entrar debido a un escudo mágico. Él clama por alguien que lo ayude a salvar a su familia diciendo que si bien la ciencia les ha fallado, la magia podría salvarlos. Entonces se oye una voz penetrante que le dice que de hecho es posible. La voz también dice que ha estado observando con una magia que lo está devorándolo por dentro, pero no a su mente. El doctor Sivana pregunta por el nombre de la voz y descubre a una criatura parecida a una oruga que está atrapada en una botella. La criatura afirma que la gente le llama Míster Mind y le señala que él y el Doctor Sivana serán los "mejores amigos". Introducido como un hombre bien formado de estatura promedio, el uso de su ojo mágico hace que el Doctor Sivana se marchite lentamente a una forma similar a la que toma su clásica figura encorvada.

#### The Multiversity: Thunderworld(Tierra-5)
En el quinto número de la serie limitada El Multiverso, dedicado exclusivamente a las historias de Tierra-5 (un mundo poblado por versiones tradicionales de los personajes de Shazam!), un Thaddeus Sivana aparece, y se le ve como el antagonista principal de dicho número, en el que coordina un maquiavélico plan con sus döppelgängers de muchos mundos del Multiverso para derrotar a la Familia Marvel de Tierra-5, y,eventualmente, conquistar el Multiverso restante.Él tiene a sus tres hijos: Thaddeus Jr., Georgia y Magnificus, y un con estallido logra robar el rayo que otorga los poderes a la familia Marvel proveniente de la Roca de la Eternidad, logrando tomar el control de ella, haciéndole enfrentarse contra sus adversarios, sin embargo, la ser de conquista se derrumba a causa de la inminente traición de sus contrapartes Sivanas del Multiverso y es finalmente derrotado. La Legión continúa destacándose en capítulos posteriores a The Multiversity, como la invasión de Tierra-42 y sacrifican a muchos héroes como se vio en el cómic "Guidebook", vendiendoles armas prominentes obtenidas de otros mundos alternos a los Freedom Fighters de Tierra-10 (Tierra X) como se vio en el tomo "Mastermen".

#### Doomsday Clock
Es uno de los villanos que logra tener un pequeño diálogo en el sexto número de Doomsday Clock #6

## Biografía del personaje ficticio

### Pre-Crisis: Edad de Oro y Edad de Plata
Sivana es un científico loco,  calvo que se describe así mismo, con una inclinación por el desarrollo de tecnología inusual. A menudo en muchos de sus planes busca planear acabar al Capitán Marvel y a su familia, pero generalmente se ve frustrado en sus planes. Sus frases como marca registradas son "¡maldiciones!" "¡Han sido frustrados de nuevo!" y su risa burlona "¡Heh! ¡Heh! ¡Heh!". También inventó el insultante nombre de Big Red Cheese ("Gran Queso Rojo") para referirse  Shazam!, un nombre que los amigos del Capitán han adoptado para burlarse de él con ligereza.
Thaddeus Bodog Sivana, nació en 1892 (teniendo en cuenta los cómics de la edad de oro), originalmente comenzó con las mejores intenciones de ser una respetada persona, y fue una de las mejores y brillantes mentes científicas europeas, con ideas científicas progresivas que podrían haber revolucionado la industria, pero fueron rechazadas por todas las personas a las que se les acercó. Renegado de la sociedad por personas que consideraban que sus inventos eran poco prácticos y su ciencia era una falsificación, Sivana llevó a su familia al planeta Venus en una nave espacial que había inventado. Allí se quedó a vivir hasta que sus hijos crecieron, y la Tierra no era tan atrasada como cuando él la dejó. (Debido a que sus hijos ya eran adultos para 1940, su exilio fuera de la Tierra fue implícitamente hacia fines de la década de 1910 o principios de 1920). Durante sus años exiliado de la Tierra, luchando por domar la jungla venusina, Sivana se volvió amargo y planeó su venganza contra el mundo que lo había rechazado. Inicialmente planearía su venganza con la creación de un silenciador de radio que desactivaría todas las comunicaciones de radio de forma permanente. Trató de extorsionar al exigir $ 50.000.000 USD, solo para ser detenido por el Capitán Marvel en su primera aventura. El Capitán Marvel rompió la ventana del edificio donde Sivana se escondía y derrotó a sus guardias, atándolos firmemente con unos tubos arrancados del silenciador de la radio. Sivana planearía su venganza al tratar de matar al Capitán Marvel con una ráfaga de su Atom-Smasher, pero el Capitán saltó por la ventana y escapó. Durante la pelea, el ejército que volvió por Sivana le preguntó con enojo por qué el Capitán Marvel los había derrotado en su guerra contra Estados Unidos a pesar de que poseía un armamento altamente avanzado. En algún momento parecía que Sivana hubiese muerto a causa de una explosión del Atom-Smasher, pero regresaría poco tiempo después, habiendo logrado descifrar la identidad secreta del Capitán Marvel de alguna manera. Le envió una carta a Billy Batson para atraerlo a una trampa que lo llevaría al planeta Venus, disfrazándose como el "Profesor Xerxes Smith". Los secuaces de Sivana ataron y amordazaron a Batson para que no pronunciara la palabra mágica, y de esa manera, Sivana intentó quitarle la memoria usando un manipulador de memoria. Billy recuperaría su memoria después de tropezar con la cueva del mago Shazam! y decir accidentalmente la palabra "Shazam!". Los secuaces de Sivana se rebelaron contra él y provocaron una explosión que destruyó al Mangler. Irónicamente, el Capitán Marvel salvó a Sivana y su hija Beautia, a quienes los secuaces habían dejado para morir. Sivana continuó alimentando su rencor megalomaníaco contra la humanidad y también una enemistad personal contra la Familia Marvel. Esto persistió incluso después de que el Capitán revelara los antiguos inventos benevolentes de Sivana (y que Sivana los consideró como inútiles), lo que le valió el Premio Nobel de Física. Lejos de sentirse complacido, Sivana se sintió insultado por el premio y afirmó que solo cuando fuera coronado como el Gobernante del Universo se consideraría debidamente honrado.
Durante la Edad de Oro, Sivana fue mostrado como un padre viudo en dos ocasiones, y con cuatro hijos: Beautia, una hija adulta con buen carácter que, cuando apareció por primera vez, se le conocía como la Emperatriz de Venus. Beautia tiene una belleza hechizante que afecta a los hombres como una droga, y que Sivana alguna vez la usó para tratar de ganar una elección. Los hermanos restantes de Beautia se encuentran, el Super fuerte y atlético Magnificus, los malvados adolescentes Georgia y Thaddeus Sivana, Jr. Como la Familia Sivana, Sivana, Georgia y Sivana Jr. también intentaron destruir al Capitán Marvel, a Mary Marvel y al Capitán Marvel Jr., respectivamente. Viajaron a través del tiempo utilizando como fuente a la Roca de la Eternidad a varios puntos de la historia de la Atlántida (a la antigua, moderna y futura). Allí intentaron robar tecnología para construir una máquina que crearía una barrera alrededor de la Tierra, evitando así que los Marvel invocaran su rayo. Georgia y Thaddeus Jr. poseen unas brillantes mentes como su padre, y comparten su enemistad con la Familia Marvel, una excepción a la regla se daba parcialmente con Magnificus y Beautia, que muy rara vez luchaban contra los Marvels. De hecho, Beautia tiene un interés amoroso no correspondido por el alter ego de Billy Batson como el Capitán Marvel, sin darse cuenta de que realmente es un chico adolescente.

### Post-Crisis
Después de la miniserie Crisis en las Tierras Infinitas, Sivana fue reintroducido por primera vez como el Tío político de Billy Batson en una miniserie de 1987, titulada, Shazam!: Un nuevo comienzo. En esta historia, solo Magnificus y Beautia fueron representados como sus únicos hijos.
Un segundo retcon escrito en 1994 estableció a Sivana como un rico magnate con influencia política, similar a Lex Luthor, solo para tener los eventos que rodean a una expedición arqueológica llevada Egipto en el que patrocinó a los padres de Billy y Mary, y que condujo tanto a la creación del Capitán Marvel como a la caída de la fortuna de Sivana. Culpando al Capitán Marvel por su caída en desgracia, Sivana se dedicó de todo corazón a usar sus inventos e intelecto contra la Familia Marvel. En la continuidad actual, la exesposa de Sivana, Venus, todavía está viva, al igual que los cuatro niños Sivana. Se parecen a sus homólogos Pre-Crisis.

#### Los Nuevos 52/DC: Renacimiento:Doomsday Clock
En la secuela Watchmen, Doomsday Clock, El Doctor Sivana es uno de los villanos que asisten a la reunión clandestina celebrada por Riddler que habla sobre la "Teoría de Supermen". Figura entre los villanos que no quieren trasladarse a Kahndaq.

## Poderes y habilidades
El doctor Sivana tiene intelecto de nivel genio. Además, puede ver magia con su ojo izquierdo. El doctor Sivana descubrió una vez una fórmula matemática que, cuando se recitaba, le permitía caminar a través de paredes y objetos sólidos, haciéndose casi imposible encarcelar o incluso atrapar. Al final de las historias previas a la crisis, el Capitán Marvel suministra un material llamado Marvelium para crear una celda de prisión que previene ese efecto, conteniendo así al Dr. Sivana.

## Otras versiones
- En Superman: Red Son, el Dr. Sivana aparece brevemente como un desertor estadounidense en la URSS de Superman.
- ¡En la serie limitada de Jeff Smith de 2007 Shazam! The Monster Society of Evil, Sivana es presentado en el número 2, como el nuevo fiscal general de los Estados Unidos. Aunque aparentemente dedicado a aplastar amenazas terroristas, Sivana está más interesado en obtener tecnología del invasor alienígena Mr. Mind para convertirla en armas, y utilizarlas para imponer el miedo causado por la monstruosa sociedad de Mind para comenzar una nueva guerra con la que puede sacar provecho. Finalmente aparece en televisión en vivo arrojando a Mary Marvel desde la parte superior de una de las máquinas de guerra de Míster Mind, y es arrestado.
- El Doctor Sivana hizo un cameo en Marvel Comics, en el The Amazing Spider-Man Vol. 1 #335,[38] en el que él lucha contra el Capitán América en una batalla de caridad por etapas.
- En la traducción portuguesa de Brasil este personaje fue nombrado como "Dr. Silvana".
- El Dr. Emil Gargunza, uno de los principales antagonistas de Miracleman (né Marvelman), está basado en el Dr. Sivana. En el retcon de Alan Moore , Gargunza es un supergenio que surgió de la pobreza infantil a través del crimen y luego se convirtió en un científico. Creó la familia Miracleman a instancias del gobierno británico con tecnología alienígena recuperada de un buque accidentado. Todas sus peleas de la edad de oro (incluso contra Gargunza) fueron alucinaciones inducidas por él para programar sus mentes. Miracleman eventualmente reconoce a Gargunza como su "padre", y luego lo mata.
- ¡El Dr. Sivana también aparece en Billy Batson y la Magia de Shazam!. El diseño de Mike Kunkle difiere mucho de otras versiones: en realidad este más alto que Billy y Mary Batson.
- Lex Luthor se refiere a Sivana en Kingdom Come como la fuente de los gusanos que alteran la mente utilizados para inducir la esquizofrenia en el Captain Marvel.
- Sivana aparece en el número 15 del cómic de Justice League Unlimited, cuando intentó reconstruir a Míster Atom.
- Una Legión of Sivanas' aparece en The Multiversity : Thunderworld Adventures #1 (2014), una legión de contrapartes del Multiverso, asimismo, el Doctor Sivana de Tierra-5 (está basado en la versión de las clásicas historias de Captain Marvel y Shazam!). Además, este encuentra una manera de conectarse con los otros Sivanas del Multiverso. Los Döpppelgängers destacados incluyen un Sivana súper deformado (de Tierra-42), una serpiente Sivana (de Tierra-26, la Tierra de la Zoo Crew!), un Sivana vampiro, (de Tierra-43, del mundo Red Rain), entre otros. Finalmente el Sivana de Tierra-5 es expulsado de la legión, y una retorcida versión de Sivana con personalidad de Hannibal Lecter es quien toma el liderazgo . En The Multiversity: Guidebook # 1 (2015), la legión del Sivana "Hannibal Lecter" logra dominar el transporte entre mundos, y masacra a varios héroes de Tierra-42 como parte de un esquema en desarrollado para conquistar los 52 mundos del "Multiverso principal".

## Apariciones en otros medios

### Televisión
- En la caricatura de Max Fleischer de Superman en el corto The Magnetic Telescope, un científico loco desquiciado (con la voz del actor de voz Bud Collyer) aparece construyendo un dispositivo de destrucción, como resultado, amenazó a la ciudad de Metrópolis, era un guïño al Dr. Sivana por su parecido.
- Originalmente se suponía que el Dr. Sivana debió aparecer en la tercera temporada de Super Friends como líder de la Legion of Doom. Sin embargo, debido al desarrollo de una serie de televisión de Shazam! filmada en ese momento, el Dr. Sivana fue restringido para aparecer en el programa. Finalmente fue sustituido por Lex Luthor.[39]
- El doctor Sivana aparece como un villano en el especial para la televisión, "Legends of the Superheroes", interpretado por Howard Morris.
- El doctor Sivana apareció como villano regular (ocasionalmente con Sivana Jr. y Georgia) en la caricatura de Shazam! de 1981. parte del segmento de la serie de televisión animada, The Kid Super Power Hour con Shazam!, con la voz de Alan Oppenheimer.
- El Dr. Sivana apareció en el episodio de Batman: The Brave and the Bold, "The Power of Shazam!" Él aparece junto con sus hijos Thaddeus Sivana Jr. (también con la voz de Jim Piddock) y Georgia (con la voz de Tara Strong) apareciendo en asociación con Black Adam para robar el poder de Shazam! del Capitán Marvel. Sivana luego traiciona a Adam y le roba el poder del campeón. Batman lo derrota al engañar a Sivana para que diga "Shazam" y pierda sus poderes permitiendo que el Capitán Marvel lo derrote con un simple golpe. El Dr. Sivana regresa en "The Mr. Malicious Mind!". Es visto como un miembro de la Monstruosa Sociedad del Mal y lidera al equipo hasta que Míster Mind se haga cargo.

### Películas

#### Animación
- Una versión alternativa del universo del Doctor Sivana aparece en Justice League: Gods and Monsters, con la voz de Daniel Hagen. Esta versión es miembro del "Proyecto Fair Play" de Lex Luthor, un programa de contingencia de armas destinado a contrarrestar a la Liga de la Justicia de su universo si es necesario. Después de que tres de sus compañeros científicos mueren, los miembros restantes se reúnen en la casa de Karen Beecher para reagruparse, pero todos son asesinados por los Hombres de Metal.
- El Doctor Sivana aparece en Lego DC: Shazam!: Magic and Monsters, con la voz de Dee Bradley Baker. Esta versión es un esclavo involuntario con el cerebro lavado de Mister Mind.

#### DC Extended Universe
- El Doctor Thaddeus Sivana es el principal antagonista de la película de DC Films y New Line Cinema Shazam! (2019), y es interpretado por Mark Strong y mientras que el aspecto de su yo de niño es retratado por Ethan Pugiotto.[40] En esta versión, Thaddeus creció con su padre abusivo (interpretado por John Glover) quien es el CEO de Industrias Sivana y su hermano abusivo Sid (interpretado por Wayne Ward cuando era adulto y Landon Doak cuando era adolescente). Fue elegido inicialmente por el mago Shazam en 1974 para probar si su corazón era lo suficientemente puro como para ser su campeón. Sin embargo, sucumbió a los susurros de los Siete Pecados Mortales y tocó el Ojo del Pecado, lo que provocó que él fallara y fuera devuelto. Cuando regresa al automóvil familiar, el joven Thad está tan confundido que accidentalmente causa un accidente en el que su padre se convierte en parapléjico. En 2018, después de financiar varios estudios sobre otros que han sido secuestrados por el mago, logra regresar a la Roca de la Eternidad recreando los símbolos utilizados para abrir la puerta basándose en una grabación de video realizada por una persona del evento. Cuando el mago lo rechaza una vez más, Sivana toma el Ojo del Pecado y ofrece su cuerpo como un recipiente para los siete pecados, obteniendo un gran poder. Él va a Industrias Sivana donde Sid está en la junta directiva. Thaddeus lanza a Sid por la ventana quién muere, y los Siete Pecados Mortales matan a los miembros de la junta. Para su padre, Thaddeus lo mata por Avaricia. Cuando se entera de la existencia del nuevo campeón, determina la identidad del nuevo campeón después de presenciar las imágenes de noticias del campeón hablando con Freddy Freeman, lo que permite a Sivana capturar a los hermanos adoptivos de Freddy y Billy Batson como rehenes. Intenta usarlos para obligar a Billy a ceder sus poderes a Sivana, pero Billy le roba el bastón del hechicero a Sivana y lo usa para compartir sus poderes con sus hermanos adoptivos. Mientras los otros se enfrentan a los otros Pecados en la batalla, Billy obliga a Sivana a una confrontación después de haber determinado que confía en que los Siete Pecados lo posean para ganar poder, provocando el último pecado en Sivana, Envidia, para dejar el cuerpo de Sivana el tiempo suficiente para que Billy saque el Ojo del Pecado de su cabeza, atrapando a los Pecados en el Ojo mientras deja a Sivana sin poder. Una secuencia de mediados de créditos confirma que Sivana ha sido enviado a la cárcel en la Penitenciaria Rock Falls. Mientras trata de recrear los símbolos de la memoria hasta que su lápiz se rompe, es visitado por Mister Mind, que le ofrece una alianza.
- Strong repite su papel de Sivana en la escena poscréditos de la película ¡Shazam! La furia de los dioses (2023).[41] Mientras aún está en la cárcel, Sivana se frustra porque Mister Mind aún no ha puesto en marcha su plan.

### Videojuegos
- El Doctor Sivana es mencionado en el videojuego de Batman: The Brave and the Bold, cuando Batman y Hawkman hablan de Brainwave y de cuán parecidos son los dos villanos.
- El Doctor Sivana aparece en DC Universe Online.
- Doctor Sivana aparece como un personaje jugable en Lego DC Super-Villains.

### Serie web
- Una versión del universo alternativo del Doctor Sivana aparece en Justice League: Gods and Monsters Chronicles.

### Parodias
- En el episodio de la serie de televisión MAD en el episodio  "World War ZZZ/Shazam! & Cat", el Dr. Sivana aparece en el segmento "Shazam! & Cat" (que es un crossover entre Shazam! y Sam & Cat).